# Chuyến bay 815 của Vietnam Airlines
Chuyến bay số 815 của Vietnam Airlines là một chuyến bay của Vietnam Airlines bay theo lịch trình bay từ TP Hồ Chí Minh đến Sân bay quốc tế Phnôm Pênh của Campuchia. Đây là máy bay Tupolev Tu-134 (sản xuất năm 1984) đã bị rơi lúc đang hạ cánh, cách đầu đường băng 800 m, làm 65 người trong số 66 (gồm cả phi hành đoàn và hành khách) trên máy bay thiệt mạng. Chiếc máy bay đã bị phá hủy hoàn toàn.
Do việc phát hiện các mảnh vỡ, bao gồm hộp đen, bị cản trở vì sự cướp bóc của dân chúng địa phương, chính phủ đã phải hứa trao thưởng 200 USD cho người trả lại hộp đen cho đội điều tra.

## Máy bay
Chiếc máy bay được sản xuất vào ngày 5/10/1984, số đăng bạ VN-A120, số sêri 66360.

## Diễn biến
Chiếc Tupolev đang tiến gần đến đường băng sân bay Pochentong từ độ cao 2.000 mét trong trời mưa to. Vào thời điểm này, trạm điều khiển yêu cầu phi công cố gắng hạ cánh từ phía tây bởi vì gió. Tổ lái sau đó mất liên lạc với trạm điều khiển. Ba phút sau, chiếc máy bay va chạm với cây cối ở tầm thấp làm hư cánh trái. Chiếc máy bay trượt dài 180 mét vào một ruộng lúa khô nước trước khi nổ tung. Sau vụ việc, lỗi phi công được xác định là nguyên nhân của vụ tai nạn; phi công tiếp tục hạ độ cao từ 2.000 mét xuống 30 mét cho dù không nhìn thấy đường băng, mặc kệ lời yêu cầu quay lại của người phụ lái và kỹ sư chuyến bay. Khi máy bay đâm vào cây, người phi công cuối cùng mới nhận ra rằng đường băng không nằm trong tầm nhìn và cố gắng hủy bỏ hạ cánh; người kỹ sư dùng toàn lực động cơ nhưng chiếc máy bay không thể điều khiển và xoay trái; động cơ bên phải ngừng hoạt động nên không thể nào nhấc máy bay lên được. Hậu quả làm thiệt mạng 65 trong tổng số 66 hành khách và phi hành đoàn. Chiếc máy bay bị phá hủy hoàn toàn.

## Nguyên nhân tai nạn
Lỗi của phi công đã được xác định là nguyên nhân gây ra vụ rơi máy bay này. Cơ trưởng chuyến bay này đã hạ thấp độ cao để hạ cánh từ 2000 mét xuống 30 mét dù đường băng chưa nằm trong tầm mắt, phi công cũng đã bỏ qua yêu cầu của lái phụ và cơ giới trên không đề nghị quay trở lại. Khi máy bay đâm vào cây, viên phi công cuối cùng đã nhận ra đường băng đã không ở trong tầm nhìn và cố gắng để hủy hạ cánh và bay lên; viên kĩ sư đã tăng mức đẩy động cơ lên công suất tối đa, nhưng máy bay bị mất kiểm soát và liệng qua bên trái; động cơ sau đó phải ngừng lại, làm cho máy bay không thể để nâng lên được.

## Nạn nhân
| Quốc tịch  | Số hành khách | Số phi hành đoàn | Tổng cộng |
| ---------- | ------------- | ---------------- | --------- |
| Đài Loan   | 22            | 0                | 22        |
| Hàn Quốc   | 21            | 0                | 21        |
| Việt Nam   | 2             | 6                | 8         |
| Hồng Kông  | 4             | 0                | 4         |
| Campuchia  | 3             | 0                | 3         |
| Canada     | 2             | 0                | 2         |
| Trung Quốc | 2             | 0                | 2         |
| Úc         | 1             | 0                | 1         |
| Nhật Bản   | 1             | 0                | 1         |
| Ma Cao     | 1             | 0                | 1         |
| Anh        | 1             | 0                | 1         |
| Tổng cộng  | 60            | 6                | 66        |